# Katarina Wåhlin
Katarina Wåhlin, född 20 januari 1965 är en svensk före detta friidrottare (medeldistanslöpning). Hon tävlade för IF Linden.